# World Wrestling Entertainment au Canada
 (avril 2025).
Motif : La WWE a une histoire de plusieurs dizaines d'années avec le Canada. Cette page est très réductrice et je n'en comprends pas la pertinence
- Archive Wikiwix
- Bing
- Cairn
- DuckDuckGo
- E. Universalis
- Gallica
- Google
- G. Books
- G. News
- G. Scholar
- Persée
- Qwant
- (zh) Baidu
- (ru) Yandex
- (wd) trouver des œuvres sur Wikidata

| 1. | Préciser le motif de la pose du bandeau. | Précisez le motif de la pose du bandeau en utilisant la syntaxe suivante : {{admissibilité à vérifier\|date=avril 2025\|motif=remplacez ce texte par le motif}}                                              |
| 2. | Informer les utilisateurs concernés.     | Pensez à avertir le créateur de l'article, par exemple, en insérant le code ci-dessous sur sa page de discussion : {{subst:avertissement admissibilité à vérifier\|World Wrestling Entertainment au Canada}} |

 (décembre 2023).
Si vous disposez d'ouvrages ou d'articles de référence ou si vous connaissez des sites web de qualité traitant du thème abordé ici, merci de compléter l'article en donnant les références utiles à sa vérifiabilité et en les liant à la section « Notes et références ».
La WWE (anciennement World Wrestling Federation), une promotion américaine de catch (lutte professionnelle) basée à Stamford dans l'état américain du Connecticut et appartenant à la famille McMahon, fait la promotion d'événements et d'exhibitions de catch (certaines télévisées) au Canada depuis sa fondation en 1980.

## Histoire
Le 24 janvier 1963, Toots Mondt de la Capitol Wrestling Corporation (CWC) a eu un différend avec la National Wrestling Alliance (NWA) à propos du "Nature Boy" Buddy Rogers perdant le championnat du monde poids lourds NWA contre Lou Thesz dans un match unique disputé à Toronto, en Ontario. Ce désaccord a conduit Mondt, Vince McMahon Sr. et la CWC à quitter la NWA en signe de protestation, créant ainsi la World Wide Wrestling Federation (le prédécesseur de l'actuelle WWE),.
En 1984, Vince McMahon Jr. rachète la Stampede Wrestling puis la revend l'année suivante. La même année, la WWF a acquis la Maple Leaf Wrestling et a continué à la diriger jusqu'en 1986, ou le nom devint celui des émissions canadiennes de WWF Superstars of Wrestling.
En 1985 la WWF créa le WWF Canadian Championship, que remporta un Dino Bravo alors déjà Canadian International Heavyweight Champion depuis plusieurs années lorsqu'il était à la Lutte Internationale. Cela dura jusqu'à l'abandon du titre en janvier 1986.
En 1986, la WWF a organisé le Big Event à Toronto, qui a attiré plus de 74 000 fans. Dix ans plus tard, la WWF a organisé un spectacle anniversaire du Big Event, WWF Xperience, qui a attiré plus de 21 000 fans.
En 1997, les emblématiques Survivor Series ont eu lieu à Montréal et furent tristement célèbres pour le Montreal Screwjob au cours duquel le champion canadien Bret Hart se vit voler le titre par le texan Shawn Michaels au mépris des règles élémentaires du catch.
WrestleMania X8 a établi en 2002 le record de fréquentation pour un événement en salle au Canada, au Rogers Centre, avec 68 236 personnes.
En 2019, Montréal a accueilli le WWE Superstar Shake-up 2019 l'évènement de catch au cours duquel les superstars des deux shows de la fédération, à savoir Monday Night RAW et Friday Night SmackDown, sont transférés entre elles.

## Diffusions télévisées
À ses débuts, la programmation télé de la WWF/E était diffusée sur TSN pour Monday Night Raw et The Score pour SmackDown !. Les émissions ont également été diffusées sur CHCH Hamilton, CJNT Montréal, CKMI Québec et CKVR Barrie. ECW et NXT ont été vus sur Global Television Network jusqu'en 2010.
Depuis 2014, le contenu de la WWE est distribué exclusivement via Rogers Media. Dans le cadre de cet accord, Rogers distribue les émissions de télévision hebdomadaires de la WWE, Raw, SmackDown, NXT, Main Event et This Week in WWE sur Sportsnet 360. Cet accord exclut les séries de téléréalité, comme Total Divas (qui est produite pour E! et diffusée sur son homologue canadien appartenant à Bell Média ).
Dans le cadre de cet accord, la diffusion en direct du WWE Network a été proposée comme chaîne de télévision traditionnelle pour les abonnés aux réseaux câblés, au lieu d'un service autonome,,.
Le 7 septembre 2017, la WWE et TVA Sports ont annoncé un accord pluriannuel pour diffuser un récapitulatif hebdomadaire de Raw en français.

## Événements à la carte/WWE Network
| Date              | Évènement                   | Lieu                         | Ville              | Match "Tête d'affiche" |
| ----------------- | --------------------------- | ---------------------------- | ------------------ | --- |
| 28 août 1986      | The Big Event               | Exhibition Stadium           | Toronto            | Hulk Hogan vs. Paul Orndorf pour le Championnat WWF |
| 24 janvier 1988   | Royal Rumble (1988)         | Copps Coliseum               | Hamilton (Ontario) | Royal Rumble inaugural (20 lutteurs) |
| 1e avril 1990r    | WrestleMania VI             | SkyDome                      | Toronto            | Hulk Hogan (champion WWF) vs. Ultimate Warrior (Champion Intercontinental) pour les deux titres                                                                |
| 22 octobre 1995   | In Your House 4             | Winnipeg Arena               | Winnipeg           | Diesel vs. le British Bulldog pour le Championnat WWF |
| 21 juillet 1996   | In Your House 9             | General Motors Place         | Vancouver          | Shawn Michaels, Sycho Sid & Ahmed Johnson vs. Big Van Vader, Owen Hart & le British Bulldog                                                                    |
| 6 juillet 1997    | In Your House 16            | Canadian Airlines Saddledome | Calgary            | Stone Cold Steve Austin; Ken Shamrock, Goldust & la Legion of Doom vs. la Hart Foundation (Bret & Owen Hart, Jim Neidhart, le British Bulldog & Brian Pillman) |
| 9 novembre 1997   | Survivor Series 1997        | Centre Molson                | Montréal           | Bret Hart vs. Shawn Michaels pour le Championnat WWF (voir Montreal Screwjob)                                                                                  |
| 27 septembre 1998 | Breakdown : In Your House   | Copps Coliseum               | Hamilton           | Stone Cold Steve Austin vs. Undertaker vs. Kane pour le Championnat WWF                                                                                        |
| 13 décembre 1998  | Rock Bottom : In Your House | General Motors Place         | Vancouver          | Stone Cold Steve Austin vs. Undertaker dans un Buried Alive Match                                                                                              |
| 17 mars 2002      | WrestleMania X8             | SkyDome                      | Toronto            | - Match "Icone vs. Icone" Hulk Hogan vs. le Rock - Chris Jericho vs. Triple H pour le Championnat Indisputé WWF                                                |

## Émissions de télévision hebdomadaires

### 1995-2000
| Date                                    | Nom | Lieu                           | Ville                           | Remarques                               |
| --------------------------------------- | --- | ------------------------------ | ------------------------------- | --------------------------------------- |
| 23 octobre 1995                         | Raw |                                | Brandon (Manitoba)              |                                         |
| 23 octobre 1995 Diffusé le 30 octobre   | Raw |                                | Brandon (Manitoba)              |                                         |
| 23 octobre 1995 Diffusé le 6 novembre   | Raw |                                | Brandon (Manitoba)              |                                         |
| 23 octobre 1995 Diffusé le 13 novembre  | Raw |                                | Brandon (Manitoba)              |                                         |
| 31 janvier 1997 Diffusé le 3 Février    | Raw | SkyDome                        | Toronto, Ontario                | Tout premier épisode de Raw de 2 heures |
| 7 juillet 1997                          | Raw | Northlands Coliseum            | Edmonton, Alberta               |                                         |
| 21 juillet 1997                         | Raw | Centre métropolitain d'Halifax | Halifax, Nouvelle-Écosse        |                                         |
| 10 novembre 1997                        | Raw | Centre Corel                   | Ottawa, Ontario                 |                                         |
| 11 novembre 1997 Diffusé le 17 novembre | Raw | Complexe civique de Cornwall   | Cornwall, Ontario               |                                         |
| 8 février 1999 Diffusé le 13 février    | Raw | SkyDome                        | Toronto, Ontario                |                                         |
| 29 mai 2000                             | Raw | General Motors Arena           | Vancouver, Colombie-Britannique |                                         |

### 2001-2010
| Date                                    | Nom        | Arène                 | Ville                          | Notes                              |
| --------------------------------------- | ---------- | --------------------- | ------------------------------ | ---------------------------------- |
| 28 mai 2001                             | Raw        | Pengrowth Saddledome  | Calgary, Alberta               |                                    |
| 29 mai 2001 diffusé le 31               | SmackDown! | Skyreach Centre       | Edmonton, Alberta              |                                    |
| 3 Septembre 2001                        | Raw        | Air Canada Centre     | Toronto, Ontario               |                                    |
| 4 Septembre 2001                        | SmackDown! | Air Canada Centre     | Toronto, Ontario               | Diffusé un mardi en direct         |
| October 15, 2001                        | Raw        | Corel Centre          | Ottawa, Ontario                |                                    |
| October 16, 2001 Aired October 18, 2001 | SmackDown! | Molson Centre         | Montreal, Quebec               |                                    |
| 18 mars 2002                            | Raw        | Bell Centre           | Montreal, Quebec               |                                    |
| 19 mars 2002 Aired March 21, 2002       | SmackDown! | Corel Centre          | Ottawa, Ontario                |                                    |
| May 13, 2002                            | Raw        | Air Canada Centre     | Toronto, Ontario               |                                    |
| May 14, 2002 Aired May 16, 2002         | SmackDown! | Bell Centre           | Montreal, Quebec               |                                    |
| May 27, 2002                            | Raw        | Skyreach Centre       | Edmonton, Alberta              |                                    |
| May 28, 2002 Aired May 30, 2002         | SmackDown! | Pengrowth Saddledome  | Calgary, Alberta               |                                    |
| October 14, 2002                        | Raw        | Centre Bell           | Montréal                       |                                    |
| October 15, 2002 Aired October 17, 2002 | SmackDown! | Air Canada Centre     | Toronto, Ontario               |                                    |
| 24 février 2003                         | Raw        | Air Canada Centre     | Toronto                        |                                    |
| 25 février 2003 Aired February 27, 2003 | SmackDown! | John Labatt Centre    | London (Ontario)               |                                    |
| May 5, 2003                             | Raw        | Halifax Metro Centre  | Halifax (Nouvelle-Écosse)      |                                    |
| 6 Mai 2003 (diffusé le 8)               | SmackDown! | Halifax Metro Centre  | Halifax (Nouvelle-Écosse)      |                                    |
| July 7, 2003                            | Raw        | Centre Bell           | Montréal                       |                                    |
| July 8, 2003 Aired July 10, 2003        | SmackDown! | Air Canada Centre     | Toronto                        |                                    |
| August 4, 2003                          | Raw        | PNE Coliseum          | Vancouver                      |                                    |
| August 5, 2003 Aired August 7, 2003     | SmackDown! | Prospera Place        | Kelowna (Colombie-Britannique) |                                    |
| April 19, 2004                          | Raw        | Pengrowth Saddledome  | Calgary (Alberta)              |                                    |
| April 20, 2004 Aired April 22, 2004     | SmackDown! | Prospera Place        | Kelowna (Colombie-Britannique) |                                    |
| May 31, 2004                            | Raw        | Centre Bell           | Montréal                       |                                    |
| June 1, 2004 Aired June 3, 2004         | SmackDown! | Air Canada Centre     | Toronto                        |                                    |
| July 5, 2004                            | Raw        | Winnipeg Arena        | Winnipeg                       |                                    |
| July 6, 2004 Aired July 8, 2004         | SmackDown! | Winnipeg Arena        | Winnipeg                       |                                    |
| August 16, 2004                         | Raw        | John Labatt Centre    | London (Ontario)               |                                    |
| August 17, 2004 Aired August 19, 2004   | SmackDown! | Copps Coliseum        | Hamilton (Ontario)             |                                    |
| 17 janvier 2005                         | Raw        | Air Canada Centre     | Toronto                        |                                    |
| 18 janvier 2005 Aired January 20, 2005  | SmackDown! | Bell Centre           | Montréal                       |                                    |
| May 30, 2005                            | Raw        | Pengrowth Saddledome  | Calgary                        |                                    |
| May 31, 2005 Aired June 2, 2005         | SmackDown! | Rexall Place          | Edmonton                       |                                    |
| August 15, 2005                         | Raw        | Centre Bell           | Montréal                       |                                    |
| August 16, 2005 Aired August 18, 2005   | SmackDown! | Air Canada Centre     | Toronto                        |                                    |
| 18 Septembre 2006                       | Raw        | Centre Bell           | Montréal                       |                                    |
| 18 Septembre 2006 (Diffusé le 22)       | SmackDown! | Centre Bell           | Montréal                       | Premier épisode diffusé sur The CW |
| 28 Mai 2007                             | Raw        | Air Canada Centre     | Toronto                        |                                    |
| 29 mai 2007                             | ECW        | John Labatt Centre    | London (Ontario)               |                                    |
| 29 Mai 2007 (Diffusé le 1er juin)       | SmackDown! | John Labatt Centre    | London (Ontario)               |                                    |
| 5 Mai 2008                              | Raw        | Air Canada Centre     | Toronto                        |                                    |
| 6 Mai 2008                              | ECW        | John Labatt Centre    | London (Ontario)               |                                    |
| 6 Mai 2008 (diffusé le 9)               | SmackDown! | John Labatt Centre    | London (Ontario)               |                                    |
| 22 Décembre 2008                        | Raw        | Air Canada Centre     | Toronto, Ontario               |                                    |
| 22 Décembre 2008 (diffusé le 26)        | SmackDown! | Air Canada Centre     | Toronto                        |                                    |
| 10 août 2009                            | Raw        | Pengrowth Saddledome  | Calgary                        |                                    |
| 11 août 2009                            | ECW        | Rexall Place          | Edmonton                       |                                    |
| 11 août 2009 diffusé le 14 août         | SmackDown! | Rexall Place          | Edmonton                       |                                    |
| 14 septembre 2009                       | Raw        | Air Canada Centre     | Toronto                        |                                    |
| 15 septembre 2009                       | ECW        | Copps Coliseum        | Hamilton (Ontario)             |                                    |
| 15 septembre 2009 (diffusé le 18)       | SmackDown! | Copps Coliseum        | Hamilton (Ontario)             |                                    |
| 17 mai 2010                             | Raw        | Air Canada Centre     | Toronto, Ontario               |                                    |
| 18 mai 2010 (diffusé le 21)             | SmackDown! | Scotiabank Place      | Ottawa                         |                                    |
| 18 Octobre 2010                         | Raw        | Scotiabank Saddledome | Calgary                        |                                    |
| 19 Octobre 2010 (diffusé le 22)         | SmackDown! | Rexall Place          | Edmonton                       |                                    |

### 2011-2024
| Date                                        | Nom                                         | Division  | Arène                 | Ville     | Notes |
| ------------------------------------------- | ------------------------------------------- | --------- | --------------------- | --------- | --- |
| August 22, 2011                             | Raw                                         | Raw       | Rexall Place          | Edmonton  | |
| 23 Août 2011 (diffusé le 26)                | SmackDown                                   | SmackDown | Scotiabank Saddledome | Calgary   | |
| September 12, 2011                          | Raw                                         |           | Scotiabank Place      | Ottawa    | |
| September 13, 2011 Aired September 16, 2011 | SmackDown!                                  |           | Air Canada Centre     | Toronto   | |
| September 10, 2012                          | Raw                                         |           | Centre Bell           | Montréal  | |
| September 11, 2012 Aired September 14, 2012 | SmackDown!                                  |           | Scotiabank Place      | Ottawa    | |
| 27 Mai 2013                                 | Raw                                         |           | Scotiabank Saddledome | Calgary   | En l'honneur de Bret Hart                                                                                |
| May 28, 2013 Aired May 31, 2013             | SmackDown!                                  |           | Rexall Place          | Edmonton  | |
| September 9, 2013                           | Raw                                         |           | Air Canada Centre     | Toronto   | |
| September 10, 2013 Aired September 13, 2013 | SmackDown!                                  |           | Centre Canadian Tire  | Ottawa    | |
| July 7, 2014                                | Raw                                         |           | Centre Bell           | Montréal  | |
| July 8, 2014 Aired July 11, 2014            | SmackDown!                                  |           | Centre Canadian Tire  | Ottawa    | |
| May 4, 2015                                 | Raw                                         |           | Centre Bell           | Montréal  | |
| May 5, 2015 Aired May 7, 2015               | SmackDown!                                  |           | Centre Canadian Tire  | Ottawa    | |
| November 21, 2016                           | Raw                                         | Raw       | Air Canada Centre     | Toronto   | |
| November 22, 2016                           | SmackDown!                                  | SmackDown | Centre Canadian Tire  | Ottawa    | |
| August 7, 2017                              | Raw                                         | Raw       | Air Canada Centre     | Toronto   | |
| August 8, 2017                              | SmackDown!                                  | SmackDown | Air Canada Centre     | Toronto   | |
| April 30, 2018                              | Raw                                         | Raw       | Centre Bell           | Montréal  | |
| May 1, 2018                                 | SmackDown!                                  | SmackDown | Centre Bell           | Montréal  | |
| August 27, 2018                             | Raw                                         | Raw       | Scotiabank Arena      | Toronto   | |
| August 28, 2018                             | SmackDown!                                  | SmackDown | Scotiabank Arena      | Toronto   | |
| April 15, 2019                              | Raw                                         | Raw       | Centre Bell           | Montréal  | 2019 WWE Superstar Shake-up                                                                              |
| April 16, 2019                              | SmackDown!                                  | SmackDown | Centre Bell           | Montréal  | 2019 WWE Superstar Shake-up                                                                              |
| August 12, 2019                             | Raw                                         | Raw       | Scotiabank Arena      | Toronto   | |
| August 13, 2019                             | SmackDown!                                  | SmackDown | Scotiabank Arena      | Toronto   | |
| 14 février 2020                             | SmackDown!                                  | SmackDown | Rogers Arena          | Vancouver | premier show WWE dans cette arène depuis mai 2000, après un banissemement                                |
| 24 février 2020                             | Raw                                         | Raw       | Bell MTS Place        | Winnipeg  | Premier passage de la WWE dans cette arène                                                               |
| August 19, 2022                             | SmackDown!                                  | SmackDown | Centre Bell           | Montréal  | |
| August 22, 2022                             | Raw                                         | Raw       | Scotiabank Arena      | Toronto   | |
| September 26, 2022                          | Raw                                         | Raw       | Rogers Place          | Edmonton  | Premier passage à Edmonton (et dans l'Alberta) depuis 2013                                               |
| September 30, 2022                          | SmackDown!                                  | SmackDown | Canada Life Centre    | Winnipeg  | |
| 17 février 2023                             | SmackDown!                                  | SmackDown | Centre Bell           | Montréal  | |
| 20 février 2023                             | Raw                                         | Raw       | Centre Canadian Tire  | Ottawa    | |
| August 11, 2023                             | SmackDown!                                  | SmackDown | Scotiabank Saddledome | Calgary   | Premier passage de la WWE à Calgary depuis 2013                                                          |
| August 14, 2023                             | Raw                                         | Raw       | Canada Life Centre    | Winnipeg  | |
| August 18, 2023                             | SmackDown!                                  | SmackDown | Scotiabank Arena      | Toronto   | |
| August 21, 2023                             | Raw                                         | Raw       | Centre Vidéotron      | Québec    | |
| 5 janvier 2024                              | SmackDown #1272 : New Years Revolution 2024 | SmackDown | Rogers Arena          | Vancouver | Premier New Year's Revolution depuis 2007 Premier New Year's Revolution exclusif à la division SmackDown |